# توچینیشیکی کیوتاکا
توچینیشیکی کیوتاکا (به ژاپنی: 栃錦 清隆) کُشتی‌گیر سوموی اهل توکیو در کشور ژاپن است که چهل‌وچهارمین کشتی‌گیر دارای رتبهٔ یوکوزونا محسوب می‌شود. وی در سال ۱۹۵۴ میلادی به این مرتبه ارتقا یافت و در سال ۱۹۶۰ میلادی بازنشست شد. توچینیشیکی کیوتاکا توانست ۱۰ بار قهرمان (یوشو) مسابقات سومو شود.